# (6502) 1993 XR1
(6502) 1993 XR1 (1993 XR1, 1972 XS1, 1979 WU3, 1979 YA4, 1982 PK1, 1986 WU7, 1989 RH4, 1991 EW2) — астероїд головного поясу, відкритий 6 грудня 1993 року.
Тіссеранів параметр щодо Юпітера — 3,576.